# Clockwork
Clockwork är namnet på spanska thrash metal-bandet Angelus Apatridas tredje studioalbum som kom ut år 2010, via skivbolaget Century Media Records.

## Låtlista
1. "The Manhattan Project" - 1:10
2. "Blast Off" - 4:25
3. "Of Men and Tyrants" - 4:54
4. "Clockwork" - 3:58
5. "Evil Take the Hindmost" - 4:12
6. "The Misanthropist" - 3:57
7. "Legally Brainwashed" - 3:19
8. "Get Out of my Way" - 4:26
9. "One Side One War" - 4:40
10. "Into the Storm" - 3:34
11. "National Disgrace" - 4:12
12. "Be Quick or Be Dead" (Bonus Track) - 3:08

## Banduppsättning
- Guillermo Izquierdo - gitarr och sång
- David G. Álvarez - gitarr
- José J. Izquierdo - bas
- Victor Varela - trummor